# Albert Stenglein
Albert Stenglein (* 10. August 1869 in Bayreuth; † 21. Februar 1935 in München) war ein deutscher Ministerialbeamter, Politiker (BVP) und von 1925 bis 1935 Präsident des Bayerischen Obersten Rechnungshofes.

## Leben
Nach dem Abitur am Ludwigsgymnasium in München studierte er in von 1887 bis 1891 in München und Straßburg Rechtswissenschaften. Seit dem Wintersemester 1887/88 war er Mitglied der musischen Studentenverbindung Akademischer Gesangverein München im SV. Nachdem er 1894 den juristischen Staatskonkurs bestanden hatte, wurde er 1895 Akzessist im Rechnungskommissariat der Regierung von Oberbayern. Von 1898 bis 1913 war er in wechselnden Positionen bei den Regierungen von Oberbayern und Schwaben eingesetzt. Ab 1909 war er Oberregierungs- und ab 1913 Ministerialrat im bayerischen Finanzministerium. Von 1918 bis 1925 war er ständiger Kommissär bei der Bayerischen Staatsbank in Nürnberg. 1925 wurde er zum Präsidenten des Bayerischen Obersten Rechnungshofes ernannt und verstarb 1935 im Amt.
Im Auftrag Kurt Eisners und Robert Pilotys war Stenglein 1918 an der Ausarbeitung der Verfassung des Freistaates Bayern beteiligt. Stenglein war zudem Staatskommissar bei der Bayerischen Lebensmittelstelle, Mitglied der Landeskultur-Rentenkommission und Mitglied des Aufsichtsrats der Rhein-Main-Donau AG.
Seit dem Studium war er Mitglied des Akademischen Gesangvereins München.